# Névian

Névian este o comună în departamentul Aude din sudul Franței. În 1 ianuarie 2022 avea o populație de 1.283 de locuitori.